# Taco Pozo
Taco Pozo è un comune (municipio) dell'Argentina situato nel dipartimento di Almirante Brown, in provincia di Chaco.